# Angered
Angered foi uma das freguesias administrativas da cidade sueca de Gotemburgo no período 2011-2020.
As "freguesias administrativas" cessaram de existir em 1 de janeiro de 2021, tendo as suas funções sido centralizadas em 6 "administrações municipais" (fackförvaltningar).

Estava situada no nordeste da cidade.
Abrangia os bairros do Centro de Angered, Agnesberg, Bergum, Eriksbo, Gårdsten, Gunnilse, Hammarkullen, Hjällbo, Linnarhult, Lövgärdet e Rannebergen. 
Tinha uma área de 96,9 km2 e uma população de 53 000 habitantes (2019), da qual metade era originária de uns 100 países estrangeiros.
Possuía áreas de recreação natural no Parque de Angered (Angereds stadspark) e na área florestal de Vättlefjäll.
Substituiu, a partir de 1 de janeiro de 2011 - as anteriores freguesias de Gunnared e Lärjedalen.

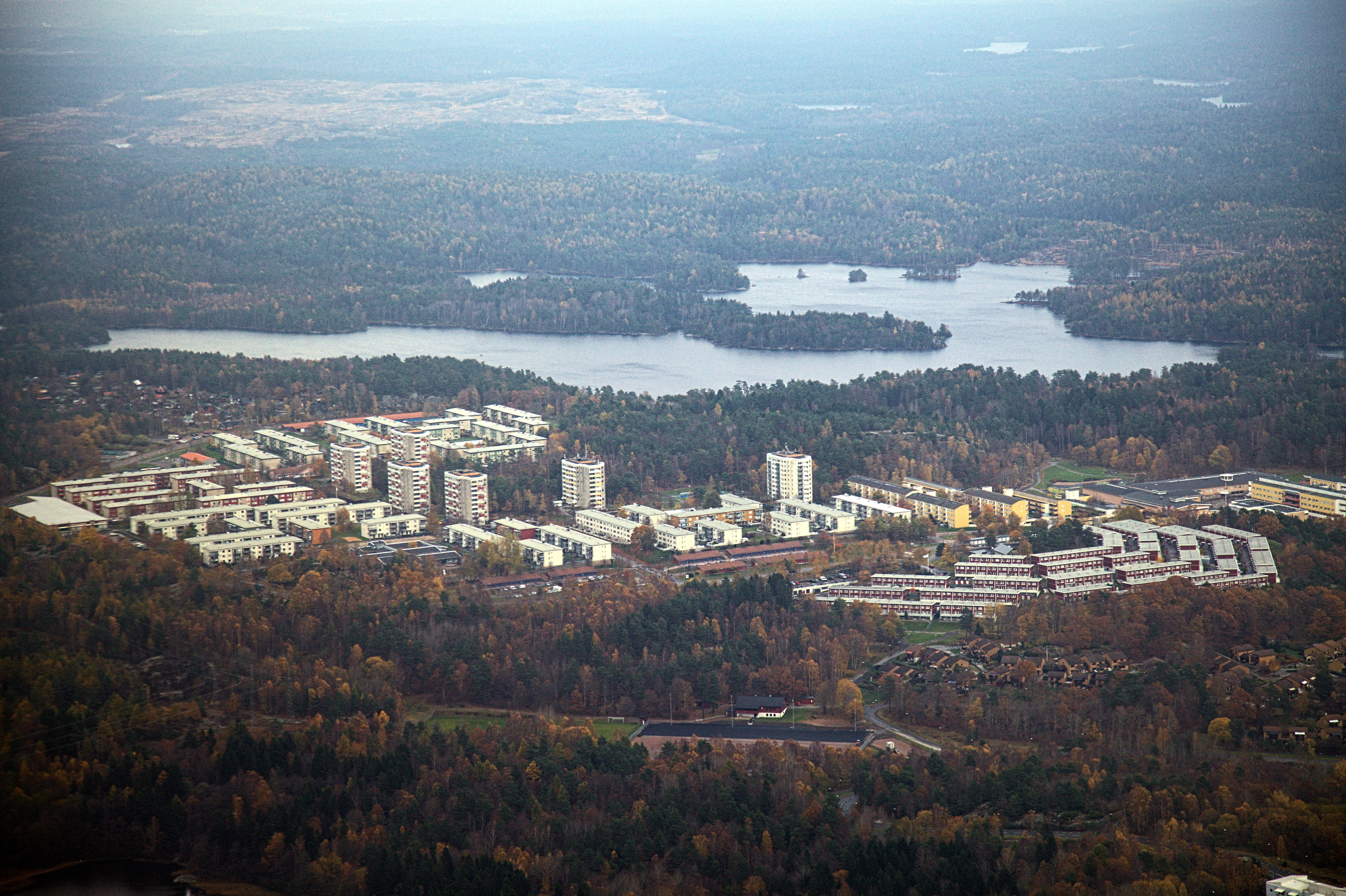
Vista aérea do bairro de Lövgärdet
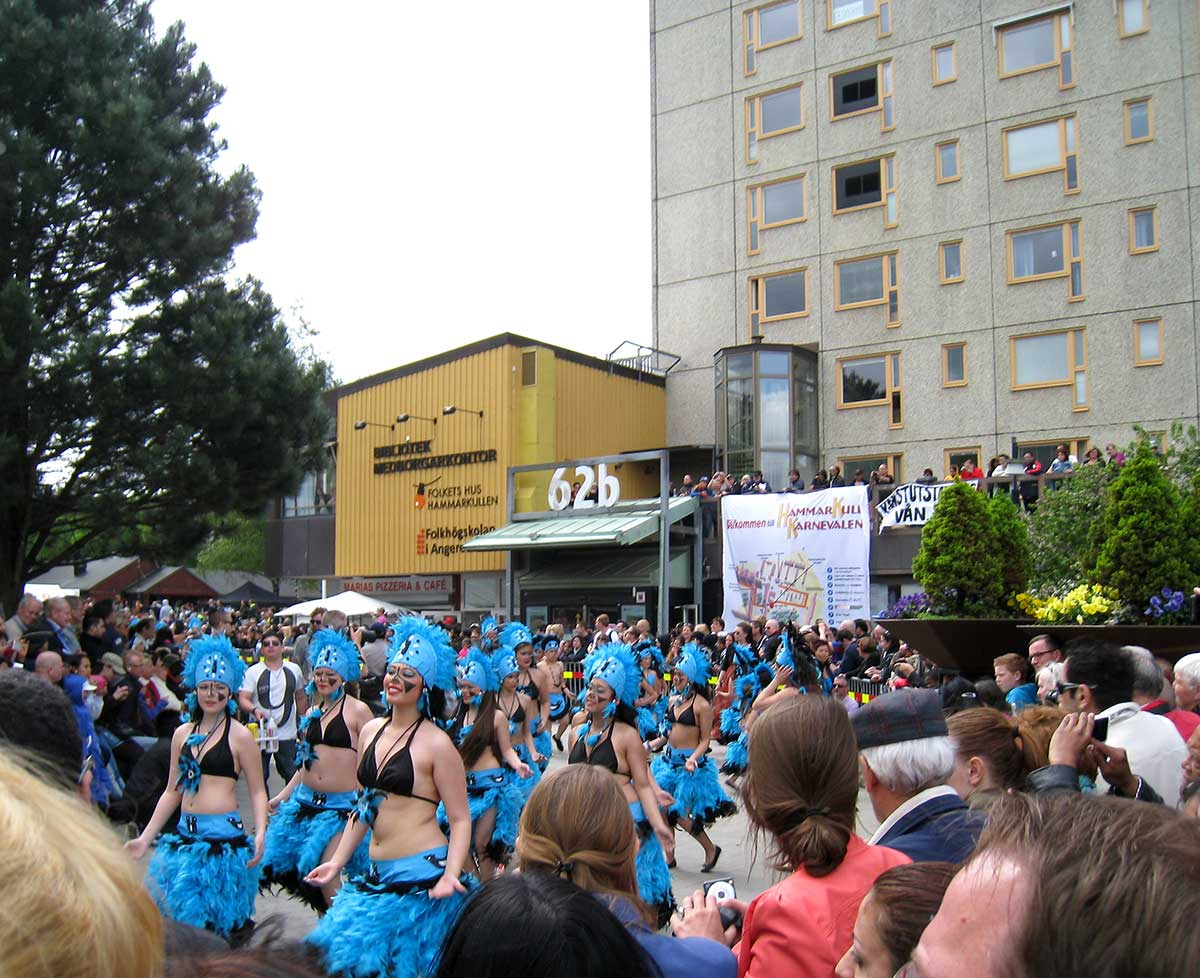
Carnaval de Hammarkullen em 2013
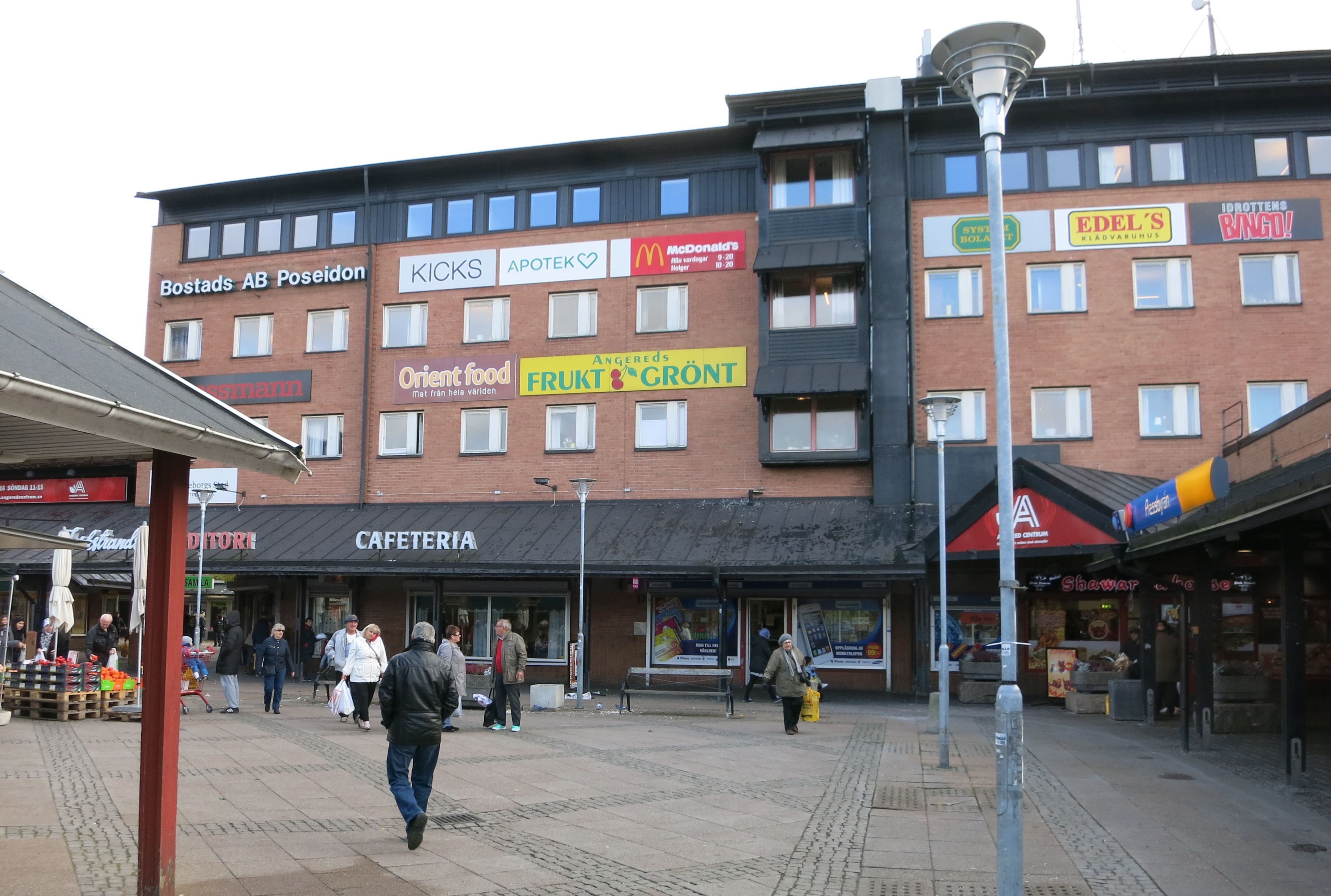
O Centro de Angered
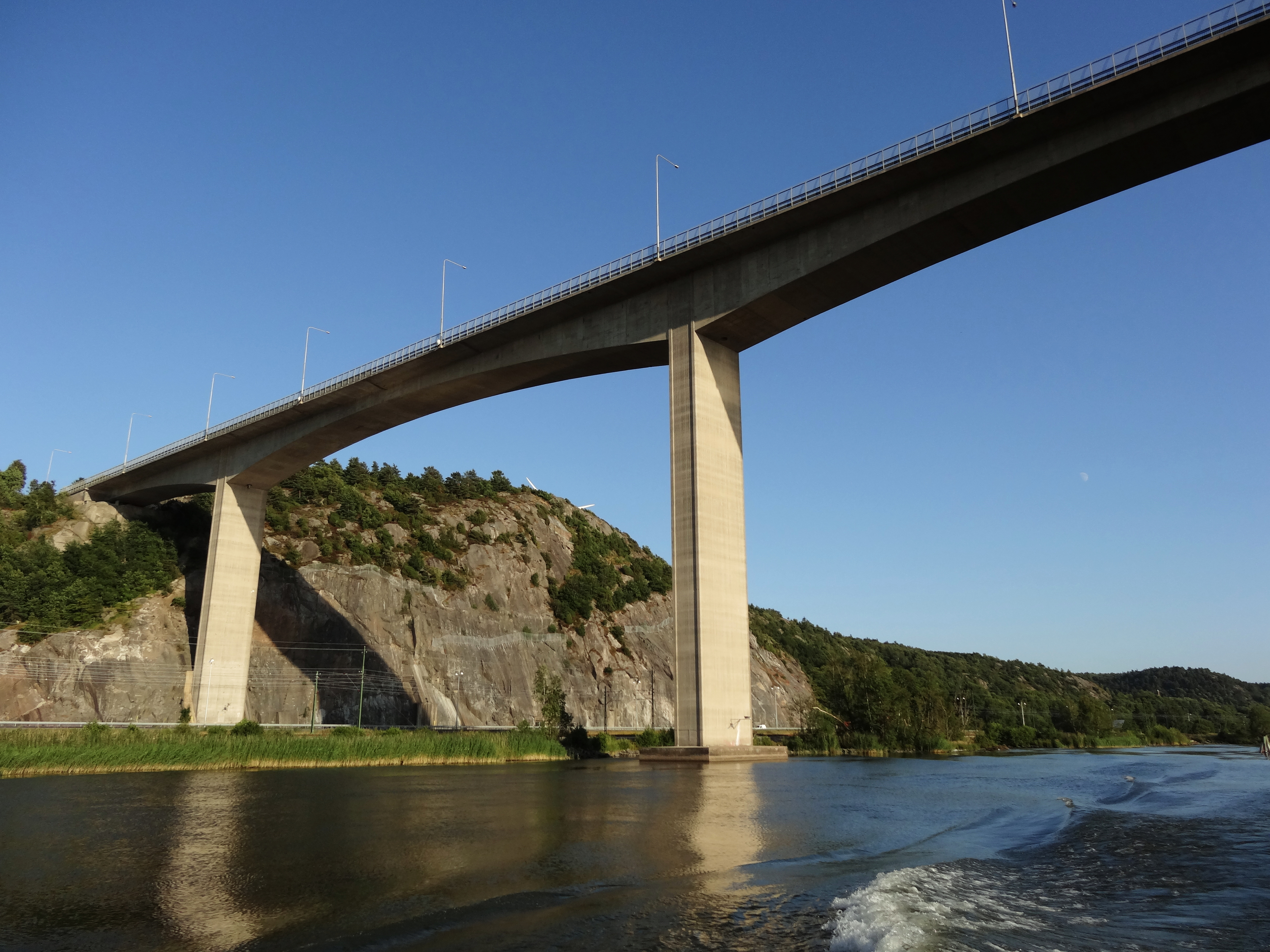
A Ponte de Angered